# Baia di Leroux
La baia di Leroux (in inglese Leroux Bay), centrata alle coordinate (65°36′S 64°16′W), è una baia lunga circa 16 km nella direzione nord-ovest sud-est e larga 9, situata sulla costa di Graham, nella parte occidentale della Terra di Graham, in Antartide. La baia è delimitata da punta Nunez e dalla stretta penisola di Magnier ed è sormontata dai picchi Magnier e dalla dorsale Lisiya.
Nella baia, o comunque nelle cale presenti sulle sue coste, si gettano diversi ghiacciai: il Chernomen, il Luke e il Muldava.

## Storia
La baia di Leroux è stata scoperta durante la prima spedizione antartica francese al comando di Jean-Baptiste Charcot,  1903-05, che la battezzò in onore del comandante Leroux, della marina militare argentina. In seguito la baia è stata mappata più dettagliatamente nel 1935, durante la spedizione britannica nella Terra di Graham, 1934-37, al comando di John Rymill.